# La rallegrata (antologia)
La rallegrata è una raccolta di novelle di Luigi Pirandello. Costituisce il terzo volume della più ampia raccolta Novelle per un anno.

## La raccolta
- La rallegrata
- Canta l'Epistola
- Sole e ombra
- L'avemaria di Bobbio
- L'imbecille
- Sua Maestà
- I tre pensieri della sbiobbina
- Sopra e sotto
- Un goj
- La patente
- Notte
- O di uno o di nessuno
- Nenia
- Nené e Ninì
- "Requiem aeternam dona eis, Domine!"